# Serge Baguet
Serge Baguet (Opbrakel, 18 augustus 1969 – Letterhoutem, 9 februari 2017) was een Belgisch wielrenner.

## Levensloop
Hij was de zoon van gewezen beroepsrenner Roger Baguet. Als jeugdrenner won hij met sprekend gemak tientallen wedstrijden. Hij werd in 1986 tweede op het Belgische kampioenschap op de weg bij de nieuwelingen. Nadat hij en Wilfried Nelissen nagenoeg tegelijkertijd over de streep kwamen, kon de jury geen winnaar aanduiden. Daarom werd, voor de eerste keer ooit, besloten de laatste kilometer over te doen, met Nelissen als winnaar. Baguet begon zijn profcarrière in 1991. Hij werd 3e in de Waalse Pijl 1993. Hij reed vijf jaar voor Lotto en één jaar voor Vlaanderen 2002 en won enkele wedstrijden, waaronder etappes in de Ronde van de Limousin en de Ronde van Groot-Brittannië en de Clasica de Sabiñanigo. Hierna hield hij het wielrennen voor gezien en ging hij aan de slag als dakdekwerker bij zijn schoonvader.
In 2000 maakte hij echter zijn rentree in het profpeloton (opnieuw bij Lotto) en het jaar daarop in 2001 boekte hij zijn grootste overwinning: hij won een rit in de Ronde van Frankrijk door zijn medevluchters te verslaan in de spurt. Ook won hij dat jaar de Druivenkoers en werd hij 3de in de Amstel Gold Race. De volgende jaren behaalde Baguet vooral ereplaatsen: hij werd onder meer tweede in Kuurne-Brussel-Kuurne en de GP Ouest France. In 2005 begon hij weer te winnen. Voor zijn ploeg, die met de invoering van de UCI ProTour Davitamon - Lotto was gaan heten, behaalde hij twee ritzeges in de Ruta del Sol en werd hij later dat jaar Belgisch kampioen op de weg.
Vanaf 2006 reed Baguet voor de andere Belgische ProTour-ploeg Quick·Step-Innergetic. Op 11 september 2007 zwaaide de 38-jarige renner van Quick·Step het peloton uit tijdens de GP Briek Schotte.
Na zijn carrière als wielrenner richtte Baguet met succes het Baguet Bicycle Center op dat zich bezighoudt met de organisatie van sportieve fietsvakanties in Calpe en Mojacar.
In 2017 overleed Baguet aan darmkanker. Hij werd 47 jaar.

## Overwinningen
1990
- 4e etappe GP Tell

1991
- Ronde van Noordwest-Zwitserland

1992
- 2e etappe Ronde van de Limousin

1993
- 2e etappe Kellogg's Tour of Britain

1994
- Clasica de Sabiñanigo

2000
- Stadsprijs Geraardsbergen

2001
- Druivenkoers
- 17e etappe Ronde van Frankrijk

2005
- Belgisch kampioenschap wielrennen op de weg, Elite
- 2e etappe Ruta del Sol
- 3e etappe Ruta del Sol

## Belangrijkste ereplaatsen
1990
- 6e in GP Jef Scherens (BEL)
- 7e in Klimmerstrofee (FRA)

1991
- 10e in Rund um den Henninger-Turm (DUI)

1992
- 7e in Brabantse Pijl (BEL)
- 2e in GP Ouest France-Plouay (FRA)
- 3e in eindklassement Ronde van de Limousin (FRA)

1993
- 4e in Belgisch kampioenschap wielrennen
- 7e in Brabantse Pijl (BEL)
- 10e in Waalse Pijl (BEL)

1994
- 8e in Brabantse Pijl (BEL)

1995
- 6e in Druivenkoers (BEL)
- 4e in GP van Isbergues (FRA)
- 10e in Veenendaal-Veenendaal (NED)

2000
- 10e in GP Ouest France-Plouay (FRA)

2001
- 2e in Coppa Sabatini (ITA)
- 3e in Amstel Gold Race (NED)
- 4e in Belgisch kampioenschap wielrennen
- 5e in Clásica San Sebastián (SPA)
- 4e in GP Ouest France-Plouay (FRA)
- 4e in GP van Wallonië (BEL)
- 6e in Kuurne-Brussel-Kuurne (BEL)
- 10e in Nokere Koerse (BEL)
- 9e in Ronde van de Haut-Var (FRA)
- 9e in eindklassement Ronde van Polen

2002
- 3e in Trofeo Laigueglia (ITA)
- 2e in Kuurne-Brussel-Kuurne (BEL)
- 3e in GP Pino Cerami (BEL)
- 6e in Brabantse Pijl (BEL)
- 9e in Coppa Sabatini (ITA)
- 8e in GP Jef Scherens (BEL)
- 3e in GP Pino Cerami (BEL)
- 8e in GP Ouest France-Plouay (FRA)
- 3e in Trofeo Laigueglia (ITA)

2003
- 9e in Belgisch kampioenschap wielrennen
- 9e in Brabantse Pijl (BEL)

2004
- 2e in GP Ouest France-Plouay (FRA)

2005
- 8e in Kuurne-Brussel-Kuurne (BEL)

## Resultaten in voornaamste wedstrijden
| Jaar | Ronde van Italië | Ronde van Frankrijk | Ronde van Spanje |
| ---- | ---------------- | ------------------- | ---------------- |
| 1990 |                  |                     |                  |
| 1991 |                  |                     |                  |
| 1992 |                  |                     |                  |
| 1993 |                  | 110e                |                  |
| 1994 |                  |                     |                  |
| 1996 |                  |                     |                  |
| 2000 |                  | 121e                |                  |
| 2001 |                  | 85e (1)             |                  |
| 2002 |                  | 105e                |                  |
| 2003 |                  | 86e                 |                  |
| 2004 |                  |                     |                  |
| 2005 |                  |                     |                  |
| 2006 | opgave           |                     |                  |

| Jaar | Ronde van Vlaanderen | Amstel Gold Race | Luik-Bast.‑Luik | Ronde van Lombardije | Brabantse Pijl | Waalse Pijl | Bretagne Classic |  | WK op de weg |  | Wereldranglijsten |
| ---- | -------------------- | ---------------- | --------------- | -------------------- | -------------- | ----------- | ---------------- |  | ------------ |  | ----------------- |
| 1990 |                      |                  |                 | 83e                  |                |             |                  |  |              |  |                   |
| 1991 |                      |                  |                 | 46e                  |                |             |                  |  |              |  |                   |
| 1992 |                      |                  |                 |                      | 7e             |             | Zilver           |  |              |  |                   |
| 1993 |                      |                  | 75e             |                      | 7e             | 10e         |                  |  |              |  |                   |
| 1994 |                      |                  |                 |                      | 8e             |             | 16e              |  |              |  |                   |
| 1996 | 77e                  |                  |                 |                      |                | 91e         |                  |  |              |  |                   |
| 2000 |                      |                  | 51e             |                      |                | 24e         | 10e              |  | 43e          |  |                   |
| 2001 |                      | ↑                | 22e             |                      |                | 37e         | 4e               |  | opgave       |  | 11e (UWB)         |
| 2002 | 39e                  | 55e              | 97e             |                      | 6e             | 35e         | 8e               |  | 110e         |  |                   |
| 2003 | 36e                  | 81e              | 75e             |                      | 9e             | 77e         |                  |  | 73e          |  |                   |
| 2004 | 88e                  |                  | 53e             |                      | 24e            | 23e         | ↑                |  | 51e          |  |                   |
| 2005 |                      |                  | 32e             |                      |                | 83e         |                  |  |              |  |                   |
| 2006 | 60e                  | 73e              | 42e             |                      | 11e            | 85e         |                  |  | opgave       |  |                   |

## Ploegen
- 1990 - Lotto-Super Club (Stagiair vanaf 01-09)
- 1991 - Lotto-Super Club
- 1992 - Lotto
- 1993 - Lotto-Caloi
- 1994 - Lotto-Caloi
- 1995 - Lotto-Isoglass
- 1996 - Vlaanderen 2002-Eddy Merckx
- 2000 - Lotto-Adecco
- 2001 - Lotto-Adecco
- 2002 - Lotto-Adecco
- 2003 - Lotto-Domo
- 2004 - Lotto-Domo
- 2005 - Davitamon-Lotto
- 2006 - Quick·Step-Innergetic
- 2007 - Quick·Step-Innergetic